# 黒宮貴義

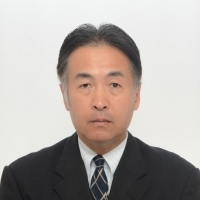
外務省より公表された公式肖像画像

黒宮 貴義（くろみや たかよし）は、日本の外交官、経済学博士。在アフガニスタン・イスラム共和国日本国大使館大使。

## 人物・経歴
愛知県弥富市出身。愛知県立旭丘高等学校卒業。東京大学法学部卒業。1996年外務省入省。一橋大学大学院経済学研究科博士後期課程を経て、2015年に同大学から博士（経済学）の学位を取得。
エジプトでアラビア語研修を受け、在ヨルダン日本国大使館、在イラク日本国大使館、資源エネルギー庁出向等を経て、2004年外務省中東アフリカ局中東第一課課長補佐。
外務省国際協力局国別開発協力第二課課長補佐を経て、2010年外務省国際情報統括官付第一国際情報官室首席事務官。2013年在カンボジア日本国大使館参事官。2015年在イラク日本国大使館参事官。2017年外務省大臣官房総務課危機管理調整室長。
2018年兼外務省大臣官房即位の礼準備事務局副事務局長。2019年兼外務省中東アフリカ局アフリカ部アフリカ開発会議事務局次長補。
同年外務省国際協力局国別開発協力第三課長。2021年外務省中東アフリカ局中東第二課長。2023年在アフガニスタン・イスラム共和国日本国大使館大使。